# Cantone di San Vicente
Il cantone di San Vicente è un cantone dell'Ecuador che si trova nella provincia di Manabí.
Il capoluogo del cantone è San Vicente.